# Lína Lambráki
Lína Lambráki (en griego: Λίνα Λαμπράκη ; Komotiní, 1935 - Salónica, 28 de abril de 2013) fue una actriz de teatro griega.

## Biografía
Lína Lambráki nació en Komotiní, Tracia, en 1935, y más tarde estudió en la Escuela de Arte Dramático Lykoúrgos Stavrákos de Atenas.
En 1971, se trasladó a Salónica para trabajar en el Teatro Estatal del Norte de Grecia, colaboración que duró hasta el final de su vida. Su primera aparición como actriz fue en 1972, en una representación de Ifigenia entre los tauros, de Eurípides.
Uno de sus éxitos más importantes fue su participación en la producción de 1975 de Electra, de Sófocles, dirigida por Mínos Volanákis, que desempeñó un papel decisivo en la continuación de su carrera profesional.
Entre 1978 y 1980, fue miembro del comité representativo local del Sindicato Griego de Actores y, entre 1981 y 1983, miembro del consejo de administración del Teatro Estatal del Norte de Grecia. Entre 1989 y 1990, intentó participar en política presentándose como candidata al Consejo de los Helenos por el Movimiento Socialista Panhelénico.
Su última participación fue en la representación de aniversario de Mikrá Dionýssia, en 2011, dirigida por Giánnis Rígas y Grigóris Karantinákis, en el marco de la celebración de los 50 años de historia del Teatro Estatal del Norte de Grecia.
Tras poner fin a su carrera como actriz, se dedicó a la enseñanza de arte dramático en la Escuela de Arte Dramático del Teatro Estatal del Norte de Grecia.
Falleció el 28 de abril de 2013 en Salónica, su ciudad de residencia, a la edad de 78. Su funeral tuvo lugar unos días después, el 29 de abril de 2013, en la Iglesia de la Resurrección del Señor de Thérmi.